# 미나 밀러
미나 밀러 에디슨(Mina Miller Edison, 1865년 7월 6일 ~ 1947년 8월 24일)은 미국의 지역 사회 운동가이자 발명가이자 기업가인 토머스 에디슨의 두 번째 아내였다. 그녀는 포트마이어스의 지역 사회 운동가로, 공공 장소 사용 및 교육 이니셔티브를 발전시킨 업적으로 유명했다.

## 초기 생애
미나 밀러는 1865년 7월 6일 애크런 (오하이오주)에서 발명가이자 기업가인 루이스 밀러와 주부인 메리 발린다 알렉산더 사이에서 태어났다. 그녀는 11명의 자녀 중 7번째였다. 그녀의 아버지가 설립자이자 지도자였던 차타우콰 협회와의 평생 관계를 통해 미나는 9세부터 에디슨과의 결혼까지 차타우콰에서 여름을 보냈다. 그곳에서 어린 미나는 교육 개혁, 금주, 여성 참정권에 관심을 가진 많은 진보적인 웅변가들과 접촉했다. 그녀는 1883년에 애크런 고등학교를 졸업하고 보스턴에 있는 존슨 부인의 마무리 세미나에서 공부했다.

## 토머스 에디슨과의 결혼 및 자녀
미나 밀러는 1885년 보스턴에서 그녀의 아버지와 에디슨의 공동 친구인 발명가 에즈라 길리랜드의 집에서 토머스 에디슨을 만났다. 그가 그녀에게 모스 부호를 가르친 후, 그는 그것을 사용하여 그녀에게 청혼했다. 그들은 1886년 2월 24일에 결혼했다. 20세에 새로운 에디슨 부인은 에디슨의 세 자녀인 매리언 에스텔 에디슨(1873–1965, "닷"이라는 별명), 토머스 알바 에디슨 주니어(1876–1935, "대시"라는 별명), 윌리엄 레슬리 에디슨(1878–1937)의 새어머니가 되었다. 이것은 쉬운 일이 아니었다. 미나와 그녀의 남편은 세 명의 자녀를 더 낳았다. 마들렌 에디슨(1888–1979), 찰스 에디슨(1890–1969), 그리고 시어도어 밀러 에디슨(1898–1992).
토머스 에디슨이 언덕 아래 그의 실험실을 감독하는 동안, 미나는 하녀, 요리사, 보모 및 정원사 직원을 고용하고 감독했다. 그녀는 심지어 자신을 "가정 총책임자"라고 불렀다. 1891년 이후 그녀는 남편이 아닌 집을 소유했는데, 이는 에디슨이 파산했을 때 빚을 갚기 위해 집이 압류되는 것을 막아주었다.

## 자선 활동
미나 밀러 에디슨은 웨스트오렌지 (뉴저지주)와 포트마이어스의 사회 및 시민 활동에서 활발한 역할을 했다. 가족은 보통 겨울 동안 몇 달 동안 이곳에 거주했다. 앤 이. 옌치에 따르면, 미나의 영향력을 구체적으로 볼 수 있는 곳은 바로 이곳이다. "그녀의 자아 정체성이 변하고 영향력이 커지면서, 에디슨의 포트마이어스 사유지 강변 풍경에 미친 그녀의 흔적은 그곳을 실용적이고 작업적인 공간에서 우아하고 여성적인 환경으로 변화시켰다." 그녀는 계속해서 "미나 밀러 에디슨은 품위 있는 방식으로 전통적인 성별 및 사회적 경계를 허물었고, 사회 개혁, 도시 경관, 그리고 환경 운동에서 그녀의 집의 한계를 훨씬 뛰어넘는 기록을 남겼다." 그녀는 차타우콰 협회, 전국 오듀본 협회, 존 버로우즈 협회, 그리고 미국 혁명 딸들의 회원이었다. 그녀는 또한 리 카운티의 "유색인" 어린이들을 교육하는 대의를 지지했다. 1907년에 그녀는 미국 놀이터 협회(현재는 1964년 기준으로 국립 레크리에이션 및 공원 협회)의 초기 회원이 되었고 1913년에는 이사회에 합류했다. 토머스 에디슨이 사망한 지 4년 후, 그녀는 에드워드 에버렛 휴즈와 결혼했다. 그들은 에디슨 가족의 집인 글렌몬트에서 살았다. 1940년에 휴즈가 사망한 후, 그녀는 에디슨이라는 성을 다시 사용하기 시작했다.
그녀는 남편을 기리기 위해 토머스 알바 에디슨 재단을 설립했다.
그녀는 1947년 8월 24일 뉴저지에 있는 에디슨 가족의 집인 글렌몬트에서 82세의 나이로 사망했다.